# Биргер
Би́ргер Ма́гнуссон (швед. Birger jarl, Birger Magnusson, ок. 1210—21 октября 1266) — правитель Швеции из рода Фолькунгов, ярл Швеции с 1248 года, зять короля Эрика Эрикссона, регент с 1250 до смерти. Основатель Стокгольма.

## Биография

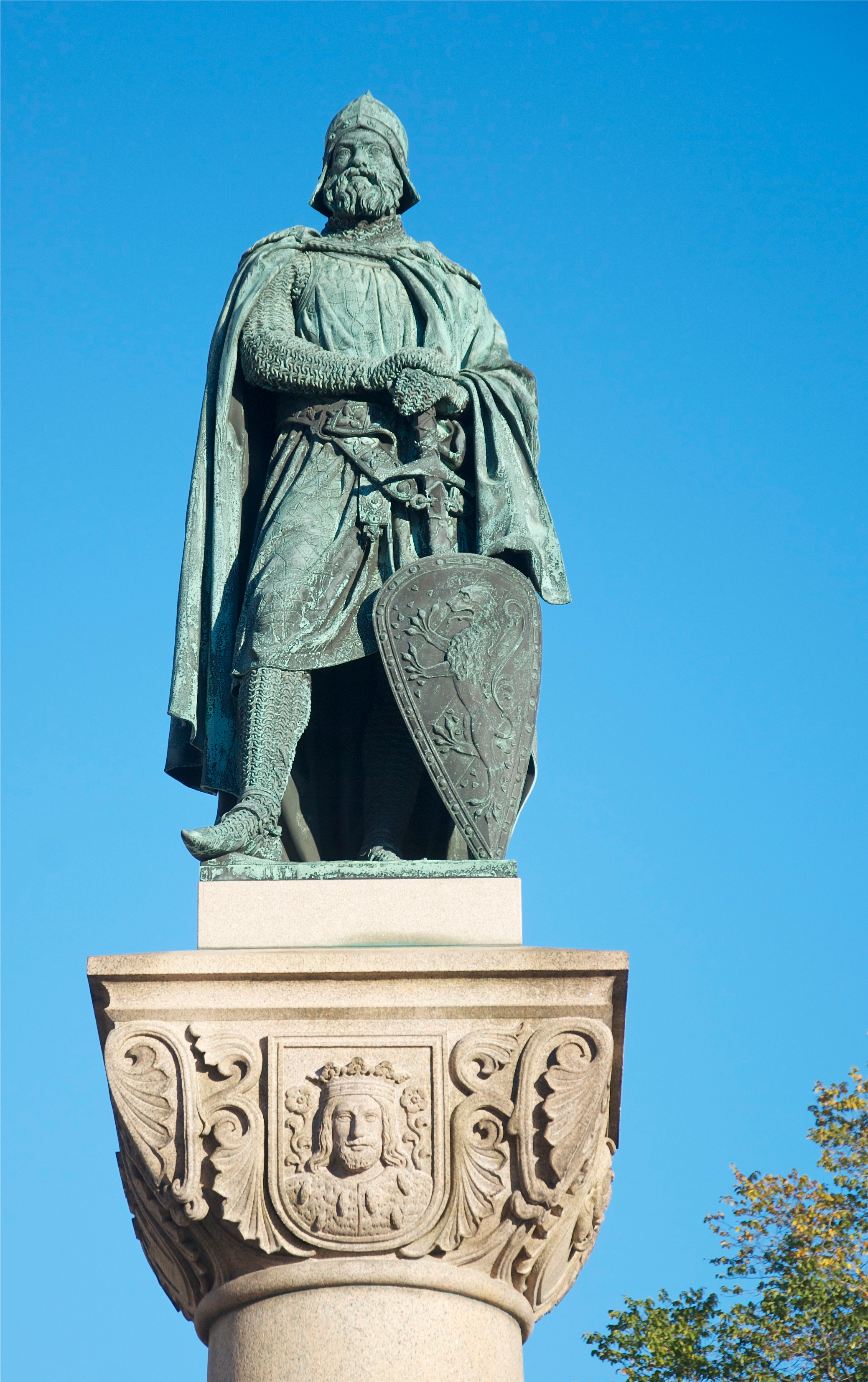
Памятник ярлу Биргеру в Стокгольме. Работа скульптора Б. Фогельсберга

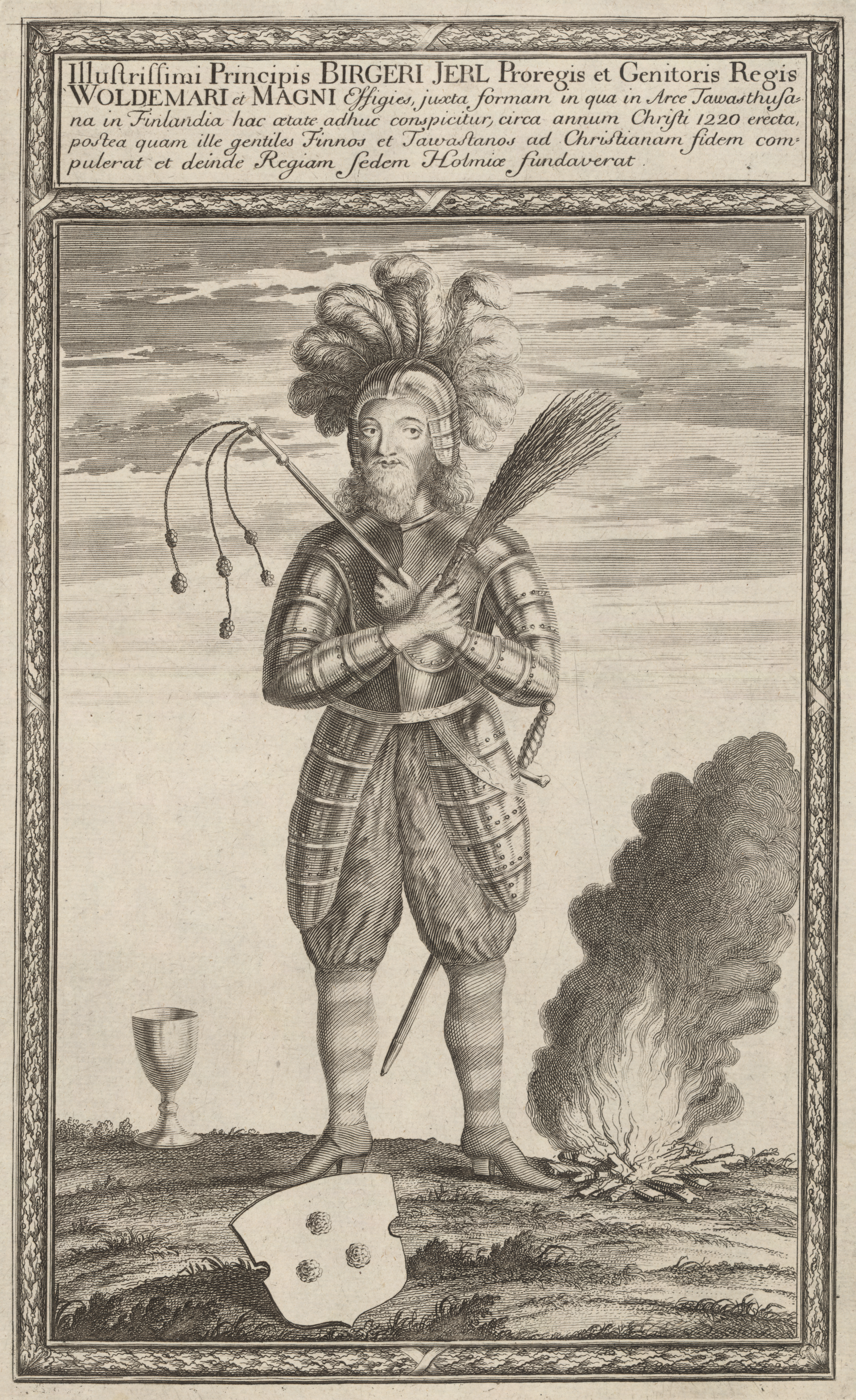
Изображение Биргера: гравюра XVII века

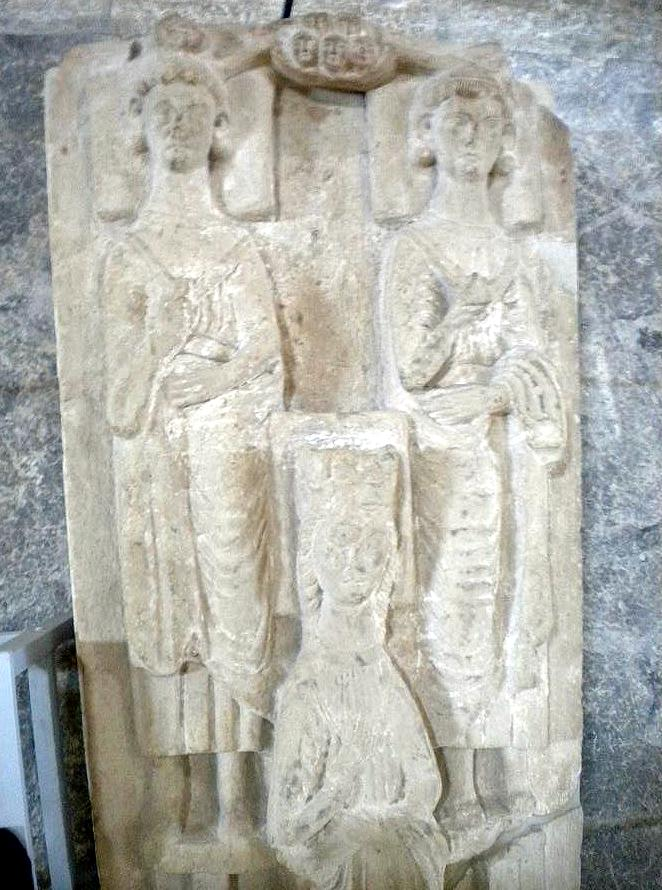
Могила Биргера, его жены Мехтхильды Гольштейнской и сына Эрика

### Молодость
Представитель влиятельного рода Фолькунгов, сын Магнуса Миннелшельда от Ингрид Ильвы. Родился и вырос в родовом поместье Бёльбю. Первое упоминание Биргера в хрониках относится к 1237 году, когда он женился на сестре короля Эрика Шепелявого Ингеборг Эриксдоттер, которая была, как минимум, четвероюродной племянницей Александра Невского. Хотя летописи (в частности, хроника Эрика) указывают на «частный» характер сватовства Биргера, необходимо учитывать, что к тому времени двоюродный брат Биргера Ульф Фасе был ярлом уже около 15 лет, а наследников у тяжело больного (и реально не управлявшего страной) короля не было.

### Военная карьера
После смерти Ульфа Фасе в 1248 году Биргер, разбив конкурентов, стал ярлом Швеции и во главе армии отправился в завоевательный поход в Финляндию, который пришлось прервать после получения известий о смерти короля (1250).
Шведская знать выступила против того, чтобы новым королём стал Биргер, однако ему удалось посадить на трон своего старшего сына Вальдемара, которому тогда было одиннадцать лет. Регентом при нём стал сам Биргер. В 1251 году, однако, против него был начат мятеж, возглавляемый его ближайшими родственниками. В результате армия мятежников была разбита, Филипп Кнутсон (сын короля Кнута Длинного) и Кнут Магнуссон (внук ярла Кнута Биргерссона и короля Кнута Эрикссона) были казнены, а сын Ульфа Фасе йонкер Карл — изгнан из страны.

### Внутренняя политика
Расправившись с конкурентами, Биргер начал проводить политику, направленную на укрепление государства и социальной стабильности. Сына Вальдемара он женил на дочери датского короля, своих дочерей выдал замуж за представителей правящих домов Норвегии и северогерманских княжеств, подписал торговые договоры с Любеком, Гамбургом и Англией. В Финляндии им была основана крепость Тавастгус, был заложен Стокгольмский замок, вокруг которого впоследствии вырос Стокгольм.
Биргер известен как законодатель — он, в частности, запретил пытки раскаленным железом (бывшие обычной практикой со времён викингов), признал за дочерями право на наследство (не меньше половины от наследства сына), поощрял строительство церквей как центров культуры и грамотности. Поддержка церкви, вместе с династическими связями с соседними странами, позволила основанной им династии править в Швеции и Норвегии до середины следующего века.

### Смерть и легенды
Биргер Магнуссон умер в Яльболунге в 1266 году. Он похоронен в современном цистерианском монастыре в Варнхеме (Vanrhem); после строительства Стокгольмской ратуши полагали, что останки Биргера перенесли туда, но это оказалось мифом, — могила в Стокгольме оставалась пустой. На надгробном камне изображение самого ярла, его второй жены Мехтхильды Гольштейнской и его сына Эрика.

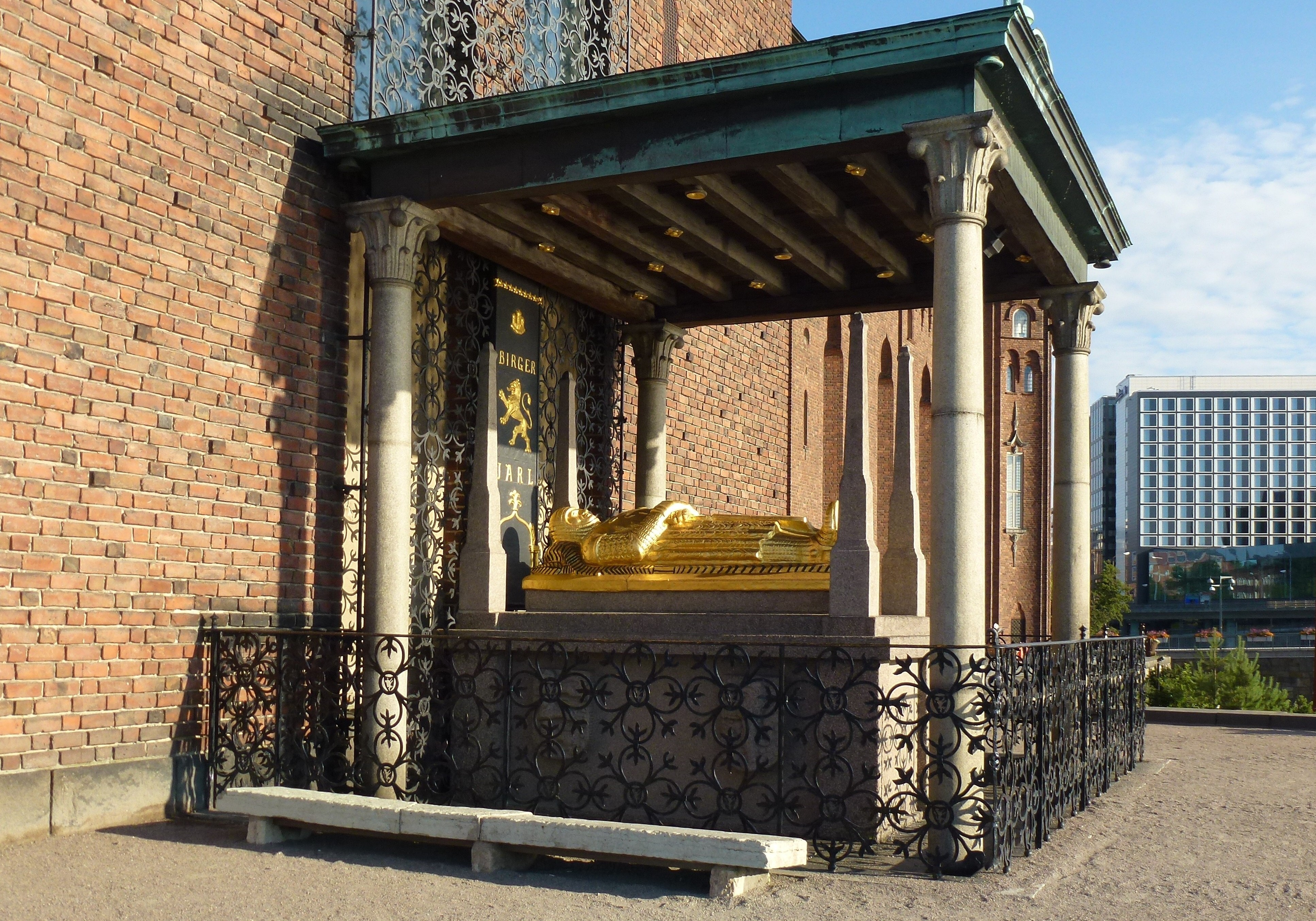
Кенотаф Биргера в Стокгольмской ратуше.

Утверждения об участии Биргера в Невской битве 1240 года основаны только на русских источниках, в частности «Повести о житии и храбрости благоверного и великого князя Александра». В мае 2002 года в цистерианском монастыре в Варнхеме (Швеция) проводились раскопки, в ходе которых были вскрыты могилы Биргера (1210—1266) и членов его семьи. Остеологическое исследование скелета и анализ ДНК однозначно подтвердили, что останки принадлежат именно Биргеру, а в районе правой глазницы черепа специалистами-краниологами был обнаружен след серьёзной травмы, повредившей мягкие ткани лица и черепную кость. Таким образом было получено косвенное подтверждение сведений, содержащихся в «Повести…», в частности, что Биргер был ранен в лицо.
Изображение на надгробном камне было идентифицировано профессором Сванбергом, как изображение ярла Биргера. В момент смерти в 1266 ему было 50-55 лет. То есть он родился не раньше 1210 года. В районе правой глазницы обнаружены следы серьёзной травмы, что перекликается со словами летописца о стычке на поле боя Александра Невского с Биргером: «самому королю възложи печать на лице острымь своимь копиемь». Но поскольку военная карьера ярла была бурной и сам факт его участия в битве с русскими не подтверждается ничем, кроме более поздних русских источников, рана может иметь любое происхождение.

## Потомство
- Грегерс (+1276), незаконнорожденный сын от неизвестной матери.

От брака с Ингеборг, дочерью Эрика X (V) Кнутсона:
- Рикица (1238—1288), замужем за Хаконом Хаконссоном, королём Норвегии, затем за Генрихом Верльским
- Вальдемар I Биргерсон (1239—1302), король Швеции в 1250-76
- Магнус Ладулос (1240—1290), король Швеции с 1276
- Кристина
- Катарина (1245—1289), замужем за Зигфридом I Ангальт-Кёттенским
- Эрик (1250—1275), герцог Смоланда
- Ингеборг (1254—1302), замужем за Иоганном Саксонским
- Бенгт (1254—1291), епископ Линчёпинга и Финляндии

От брака с Мехтхильдой Датской (с 1261 года):
- Кристина Биргерсдоттер

## Память
В Стокгольме есть площадь и памятник Биргеру Ярлу. Биргер-Ярлсгатан (швед. Birger Jarlsgatan) — одна из самых длинных улиц в центре Стокгольма.
В 2008 году вышел российский фильм «Александр. Невская битва», в котором образ Биргер Ярла воплотил актёр Дмитрий Быковский-Ромашов.

## Генетика
У Биргера определена Y-хромосомная гаплогруппа I1 и митохондриальная гаплогруппа H, у его сына Эрика определена Y-хромосомная гаплогруппа I1 и митохондриальная гаплогруппа Z1a. У его второй жены Мехтхильды определена митохондриальная гаплогруппа U5b1.